# Liste der Stolpersteine in Hellendoorn

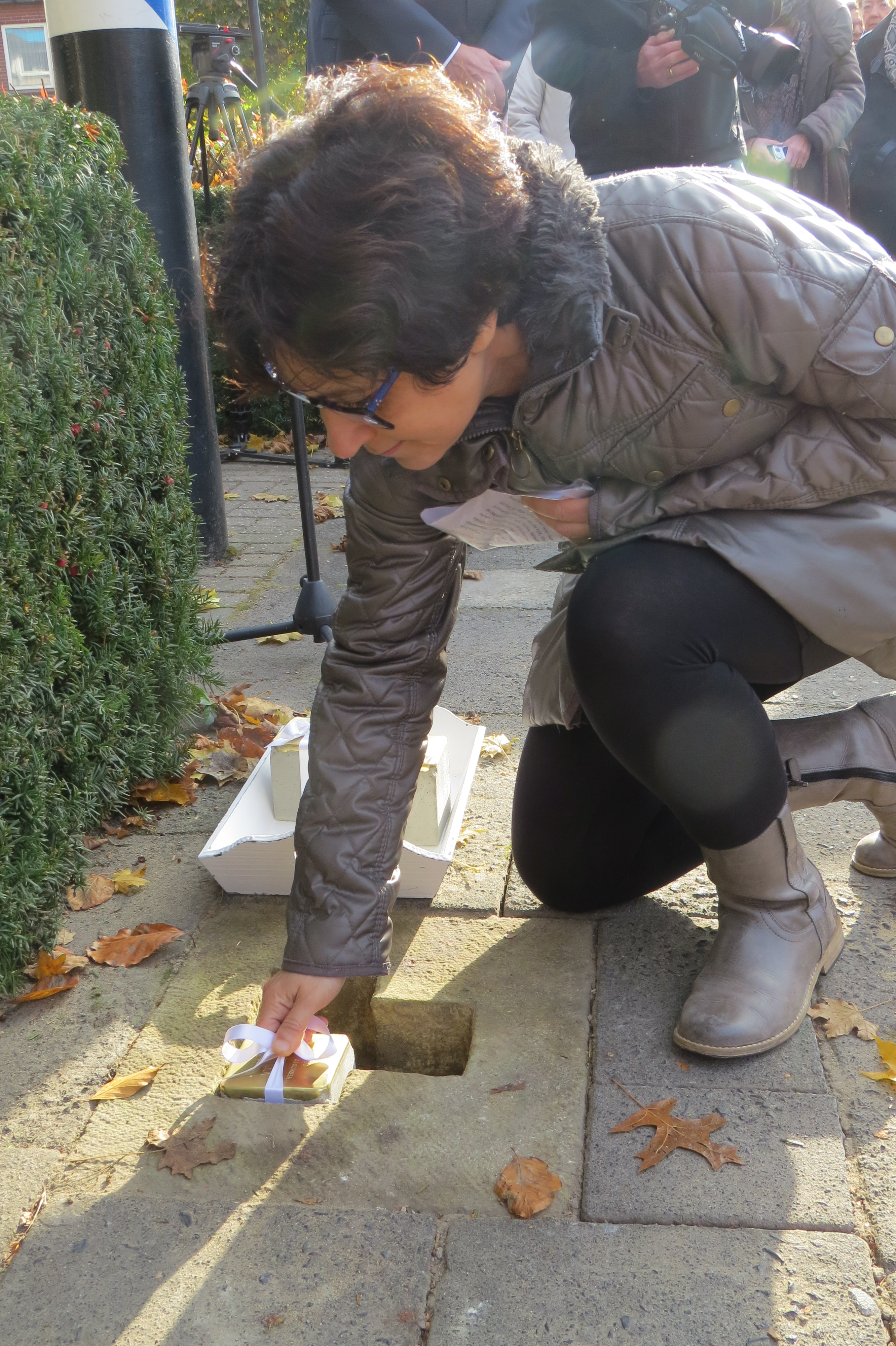
Stolpersteine in Nijverdal

Die Liste der Stolpersteine in Hellendoorn enthält Stolpersteine, die im Rahmen des gleichnamigen Projekts von Gunter Demnig in der niederländischen Gemeinde Hellendoorn in der Provinz Overijssel verlegt wurden. Stolpersteine sind Opfern des Nationalsozialismus gewidmet, all jenen, die vom NS-Regime drangsaliert, deportiert, ermordet, in die Emigration oder in den Suizid getrieben wurden. Demnig verlegt für jedes Opfer einen eigenen Stein, im Regelfall vor dem letzten selbst gewählten Wohnsitz.
Die ersten Verlegungen von Stolpersteinen im Gemeindegebiet erfolgten am 28. Oktober 2013.

## Verlegte Stolpersteine

### Hellendoorn
Vor dem Sanatorium Krönnenzommer wurde ein Stolperstein verlegt.
| Stolperstein | Übersetzung                                                  | Verlegort                      | Name, Leben            |
| ------------ | ------------------------------------------------------------ | ------------------------------ | ---------------------- |
|              | HIER WOHNTE WOLF LEVIE GEB. 1917 ERMORDET 8.1.1944 AUSCHWITZ | Hellendoorn, Sanatoriumlaan 20 | Wolf Levie (1917–1944) |

### Nijverdal
In Nijverdal wurden dreizehn Stolpersteine an vier Anschriften verlegt.
| Stolperstein | Übersetzung                                                                  | Verlegort                         | Name, Leben                          |
| ------------ | ---------------------------------------------------------------------------- | --------------------------------- | ------------------------------------ |
|              | HIER WOHNTE MOZES PAGRACH GEB. 1880 ERMORDET 10.11.1944 BISMARCKHÜTTE        | Nijverdal, Wilhelminastraat 83 ·  | Mozes Pagrach (1880–1944)            |
|              | HIER WOHNTE REINTJE PAGRACH- HARTOG GEB. 1881 ERMORDET 11.10.1944 AUSCHWITZ  | Nijverdal, Wilhelminastraat 83 ·  | Reintje Pagrach-Hartog (1881–1944)   |
|              | HIER WOHNTE ABRAHAM SAMUEL GEB. 1872 ERMORDET 14.5.1943 SOBIBOR              | Nijverdal, Wilhelminastraat 102 · | Abraham Samuel (1872–1943)           |
|              | HIER WOHNTE DAVID SAMUEL GEB. 1918 ERMORDET 28.2.1943 AUSCHWITZ              | Nijverdal, Wilhelminastraat 102   | David Samuel (1918–1943)             |
|              | HIER WOHNTE JACOB SAMUEL GEB. 1914 ERMORDET 28.2.1943 AUSCHWITZ              | Nijverdal, Wilhelminastraat 102   | Jacob Samuel (1914–1943)             |
|              | HIER WOHNTE LEWIA SAMUEL-MEIJER GEB. 1884 ERMORDET 14.5.1943 SOBIBOR         | Nijverdal, Wilhelminastraat 102   | Lewia Samuel-Meijer (1884–1943)      |
|              | HIER WOHNTE BETJE SCHOONTJE SAMUEL GEB. 1906 ERMORDET 14.5.1943 SOBIBOR      | Nijverdal, Rijssensestraat 101 ·  | Betje Schoontje Samuel (1906–1943)   |
|              | HIER WOHNTE JACOB SAMUEL GEB. 1874 ERMORDET 14.5.1943 SOBIBOR                | Nijverdal, Rijssensestraat 101    | Jacob Samuel (1874–1943)             |
|              | HIER WOHNTE LOUISA SAMUEL-MEIJER GEB. 1878 ERMORDET 14.5.1943 SOBIBOR        | Nijverdal, Rijssensestraat 101    | Louisa Samuel-Meijer (1878–1943)     |
|              | HIER WOHNTE MAURITS SAMUEL GROENHIJM GEB. 1907 ERMORDET 31.1.1943 AUSCHWITZ  | Nijverdal, Keizerserf 32 ·        | Maurits Samuel Groenhijm (1907–1943) |
|              | HIER WOHNTE SIENTJE GROENHIJM-SAMUEL GEB. 1907 ERMORDET 12.10.1942 AUSCHWITZ | Nijverdal, Keizerserf 32          | Sientje Groenhijm-Samuel (1907–1942) |
|              | HIER WOHNTE SANDER SAMUEL GEB. 1871 ERMORDET 14.5.1943 SOBIBOR               | Nijverdal, Keizerserf 32          | Sander Samuel (1871–1943)            |
|              | HIER WOHNTE SCHOONTJE SAMUEL-MEIJER GEB. 1876 ERMORDET 14.5.1943 SOBIBOR     | Nijverdal, Keizerserf 32          | Schoontje Samuel-Meijer (1876–1943)  |

## Verlegedaten
- 28. Oktober 2013: Nijverdal (Wilhelminastraat 83a)
- 27. Oktober 2015: Hellendoorn und Nijverdal (alle anderen Anschriften)